# آکووا ویوا (سان مارینو)
آکووا ویوا (به ایتالیایی: Acquaviva) شهری در کشور سن مارینو است که ۴٬۸۶ کیلومتر مربع مساحت دارد و جمعیت آن در سال ۱۹۹۵ میلادی ۱٫۲۶۴ نفر و در سال ۲۰۰۸ میلادی ۱٫۸۸۱ نفر بوده‌است.